# Grootoorkitvos
De grootoorkitvos (Vulpes macrotis) behoort tot de familie van Canidae.

## Kenmerken
Met hun lichaamslengte van maximaal 45 centimeter, schouderhoogte van ongeveer 30 centimeter en een gewicht tot maar 3 kilogram zijn het beslist geen zwaargewichten. De staartlengte bedraagt 22 tot 32 cm.

## Leefwijze
Het zijn nachtactieve steppe- en woestijndieren, die de dagen in ondergrondse holen doorbrengen. Ze leven solitair in hun eigen territorium, waarbinnen gejaagd wordt. Het blijkt dat ze vooral een voorkeur hebben voor sprinkhaanmuizen om te eten, maar daarnaast eten ze ook kleine knaagdieren of vogels en zelfs insecten. Ook eten ze weleens wat plantaardig voedsel.

## Voortplanting
Grootoorkitvossen werpen doorgaans 4 tot 5 jongen, die 2.5 maanden gezoogd worden. Hoewel het solitair levende dieren zijn, helpt ook de vader van het nest met de zorg voor de jongen.

## Verspreiding
Deze soort komt met verschillende ondersoorten voor in verschillende streken in Noord-Amerika en het noorden van Mexico, van graslanden tot woestijnen.

## Ondersoorten
- San Joaquin kitvos (Vulpes macrotis mutica)
- Vulpes macrotis arsipus
- Vulpes macrotis macrotis